# Dixa distincta
Dixa distincta är en tvåvingeart som beskrevs av Garrett 1925. Dixa distincta ingår i släktet Dixa och familjen u-myggor.
Artens utbredningsområde är British Columbia. Inga underarter finns listade i Catalogue of Life.